# Batalla del cabo Celidonia
La batalla del cabo Celidonia comenzó el 14 de julio de 1616, durante las guerras habsburgo-otomanas por el control del mar Mediterráneo, cuando una pequeña escuadra española bajo el mando de Francisco de Ribera y Medina que navegaba alrededor de Chipre fue atacada por una flota otomana que la superaba ampliamente en efectivos y potencia de fuego. A pesar de esto, los barcos españoles, en su mayoría galeones y naos, lograron derrotar de manera contundente a los turcos, cuya armada consistía principalmente en galeras, e infligirles pérdidas masivas.
La batalla, considerada en la historiografía como una «pequeña Lepanto», resultó un punto de inflexión en la guerra naval del Mediterráneo, donde las galeras utilizadas por la armada turca quedaron obsoletas ante la robustez y potencia de fuego de las llamadas naves mancas, como los galeones, empleadas con cada vez mayor frecuencia por España y las demás naciones europeas. A partir de esta victoria, significativa por haberse luchado a las puertas del Imperio otomano y por la pequeñez de las fuerzas requeridas para vencerles, la distancia técnica y estratégica entre las marinas occidentales y las musulmanas no haría sino aumentar con el paso de los siglos.

## Trasfondo

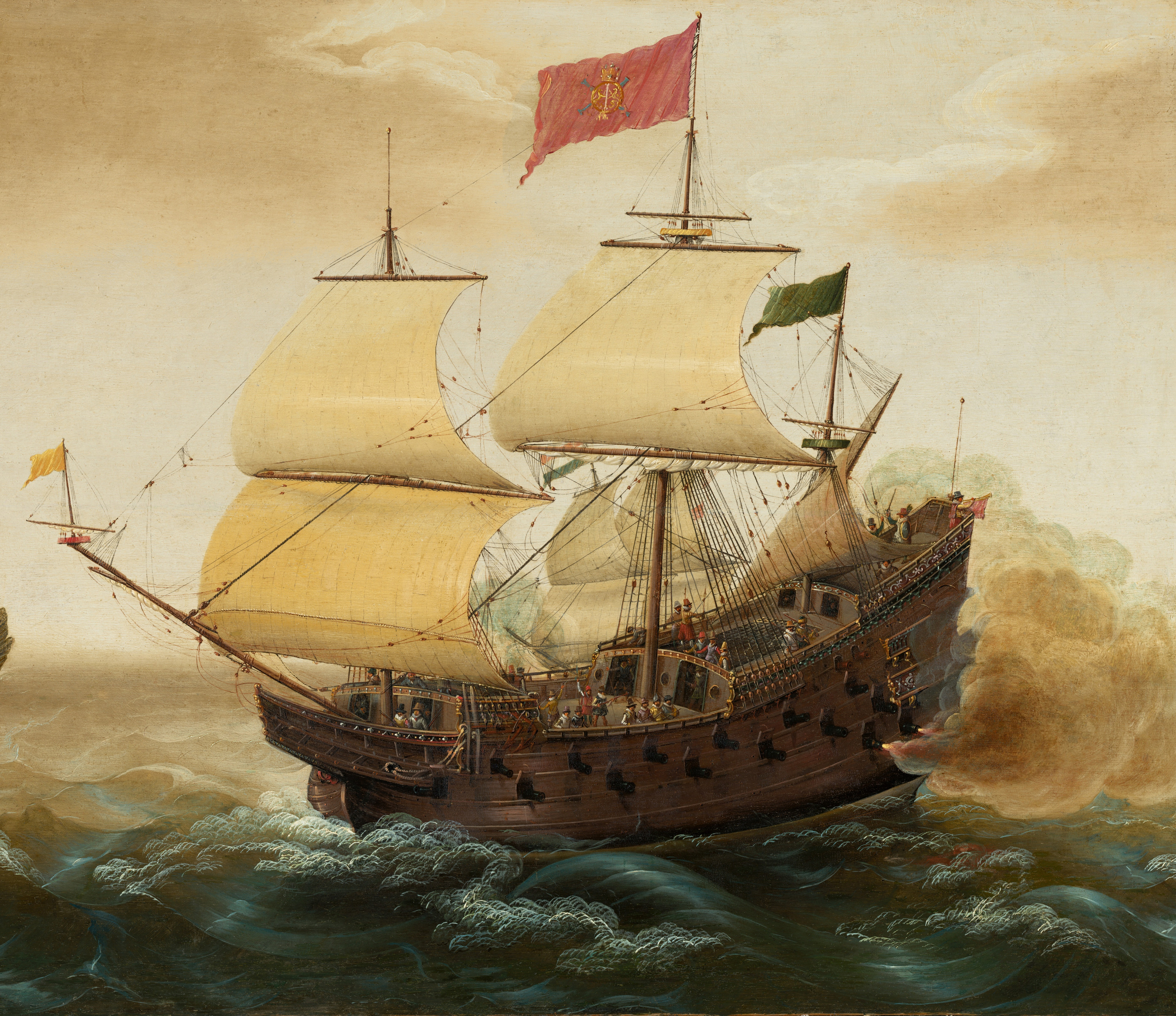
Galeón español. Cornelis Verbeeck,.

En 1615, un decreto real de Felipe III impedía a los virreyes españoles dedicarse al corso. Esta decisión venía a coartar el virrey de Sicilia, Pedro Téllez-Girón y Velasco, duque de Osuna, que había logrado un poderío naval sin precedentes mediante acciones corsarias desde obtener permiso para ello en 1613, ocasionando envidias en la corte que muy probablemente impulsaron el mencionado decreto. Osuna recurrió a cuantiosos sobornos para mantener sus actividades, conduciendo a su elección como virrey de Nápoles en febrero de 1616, pero así mismo decidió innovar en tácticas marítimas para maximizar la eficacia de la armada española. Con ojo clínico, Osuna hizo armar una flota de naves mancas españolas.
La opinión mayoritaria era que las naves mancas eran inferiores a las galeras comúnmente utilizadas en el Mediterráneo, tal y como había quedado demostrado en eventos como la batalla de Zonchio, donde las naos venecianas habían sido presa fácil para las ágiles galeras turcas. Sin embargo, Osuna y Ribera estaban convencidos de que los avances tecnológicos occidentales en artillería y navegación habían dado la vuelta a la situación. El corsario holandés Zymen Danseker había construido para Argel algunas rudimentarias naves europeas, que resultaron difíciles de batir. Danseker había llegado a armar una decena de naves para la armada de Túnez en mayo de 1612, pero Osuna las hizo destruir con una redada nocturna llevada a cabo por Antonio Pimentel.
La nueva flota hispana, pagada con su propio bolsillo para agilizar trámites burocráticos, y a cuyo mando colocó al capitán Francisco de Ribera y Medina, se componía de seis embarcaciones: los galeones Concepción, de 52 cañones y buque insignia de Ribera, y Almiranta, de 34 cañones y mandado por el alférez Manuel Serrano; las naos Buenaventura, de 27 y por Íñigo de Urquiza, y Carretina, de 34 y por Juan de Valmaseda; la urca San Juan Bautista, de 30 y dirigida por Juan de Cereceda; y el patache Santiago, de 14 cañones y bajo Garraza. Osuna eligió a una marinería joven, con abundantes vascos entre los tripulantes. Aunque algunas fuentes apodan a esta flota Las Cinco Llagas, en realidad este nombre fue dado posteriormente por Osuna a otros cinco navíos de su propiedad.
A fin de probar la eficacia de la armada, Ribera penetró con dos galeones en el puerto tunecino de La Goleta en una incursión en diciembre, cobrándose un bajel moro hundido y tres capturados a cambio de mínimas bajas, un asombroso éxito que corroboró sus suposiciones. Por ello, con las mejores previsiones, la flota partieron al completo el 15 de junio hacia las aguas del Mediterráneo oriental, teniendo como objetivo hostigar a las naves y puertos turcos en el área entre la isla de Chipre y la histórica región de Cilicia. A bordo de los barcos había en total unos 1600 soldados españoles, de los cuales 1000 eran mosqueteros.

## Antecedentes

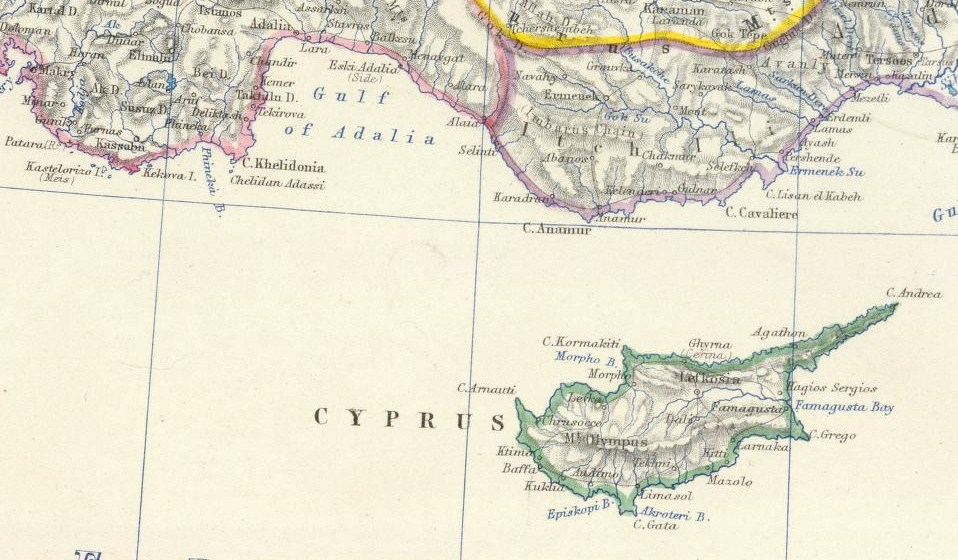
Área de acción de la expedición de Ribera.

Los españoles navegaron hacia Chipre, entonces bajo dominio otomano, donde Francisco de Ribera dispuso que se iniciara la actividad corsaria únicamente tras haber avistado tierra. Durante la misión, fueron apresados 16 caramuzales mercantes frente al cabo Celidonia, así como un corsario inglés en Famagusta y un gran número de embarcaciones menores en alta mar. Además, diez buques de guerra fueron hundidos o incendiados en el puerto de las Salinas de Chipre, cuyas defensas fueron también arrasadas por una partida de soldados que desembarcó y ejecutó el sabotaje sin sufrir ninguna baja. Estas acciones fueron hechas posibles por la infantería de marina española, muy ejercitada ya en la guerra anfibia desde su creación en el siglo anterior y aún más frecuentemente utilizada por el duque de Osuna.
El gobernador otomano de la isla, que había sido rápidamente informado de las algaras españolas, pidió la ayuda de la real armada del sultán Ahmed I. Se envió para ello al bey de Rodas al mando de una cuarentena de galeras a la isla de Quíos, donde esperaron a juntarse con refuerzos locales. Ribera, advertido de la inminente llegada de esta fuerza gracias a la captura de un mercante griego procedente de Constantinopla, consideró marchar a su encuentro, pero al ser informado por sus pilotos de probables malos vientos causados por los etesios, decidió en su lugar tender una emboscada a sus perseguidores en las cercanías del cabo Celidonia, por el que tendrían necesariamente que pasar. Al cabo de unos pocos días, el 14 de julio, apareció ante el cabo una flota enemiga de 55 galeras con cerca de 275 cañones y 12 000 efectivos a bordo.
El tamaño de la flota turca, mucho mayor del esperado, hizo pensar a Ribera en la posibilidad de retirarse, pero antes se dispuso a trabar combate con objeto de al menos causar algo de daño. Por su parte, las naves otomanas, cómodas en su superioridad numérica, se prepararon también para la batalla.

## La batalla

### Primer día

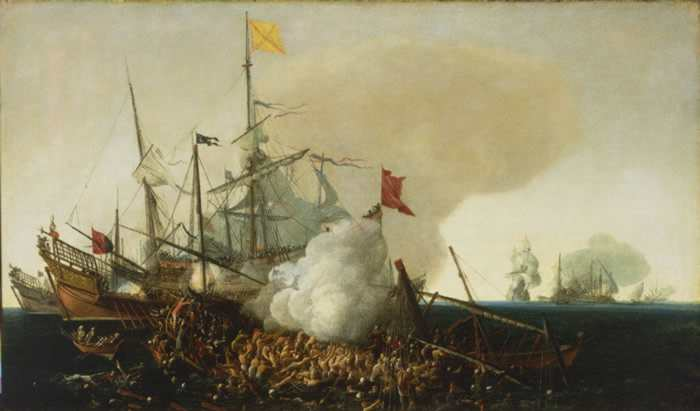
Galeones españoles contra galeras berberiscas. Cornelis Vroom, 1615.

El enfrentamiento comenzó a las 9 de la mañana, cuando las galeras musulmanas, formadas en media luna con el fin de rodear a las naves hispanas, recibieron la orden de avanzar hacia los barcos españoles y abrir fuego sobre ellos. Por su parte, para evitar que sus buques quedasen aislados entre sí por la deriva y fuesen abrumados individualmente, Ribera ordenó a todos navíos mantenerse juntos, ayudándose de botes de remos para reposicionarlos en falta de viento, y dando orden que se tendieran cabos entre unos y otros por los costados si fuera necesario. El Concepción fue situado en vanguardia, seguido del Almiranta, el Carretina y el patache Santiago, mientras que los dos barcos restantes permanecían en apoyo a ambos lados.
A diferencia de los turcos, que comenzaban a disparar desde la lejanía, Ribera no dio orden de abrir fuego hasta encontrarse los musulmanes a la distancia más cercana posible, tomándoles así de lleno, un movimiento conocido como fuego a la española, también llamado a tocapenoles o a la veneciana. Utilizando balas convencionales, balas rojas o incendiarias y balas encadenadas, los españoles mantuvieron a raya a los turcos hasta el ocaso, dejando ocho galeras a punto de hundirse y otras muchas gravemente dañadas antes de que los atacantes se retirasen a sus posiciones iniciales. Al caer la noche, Los hispanos encendieron los fanales y mantuvieron la flota junta con ayuda de los botes.

### Segundo día

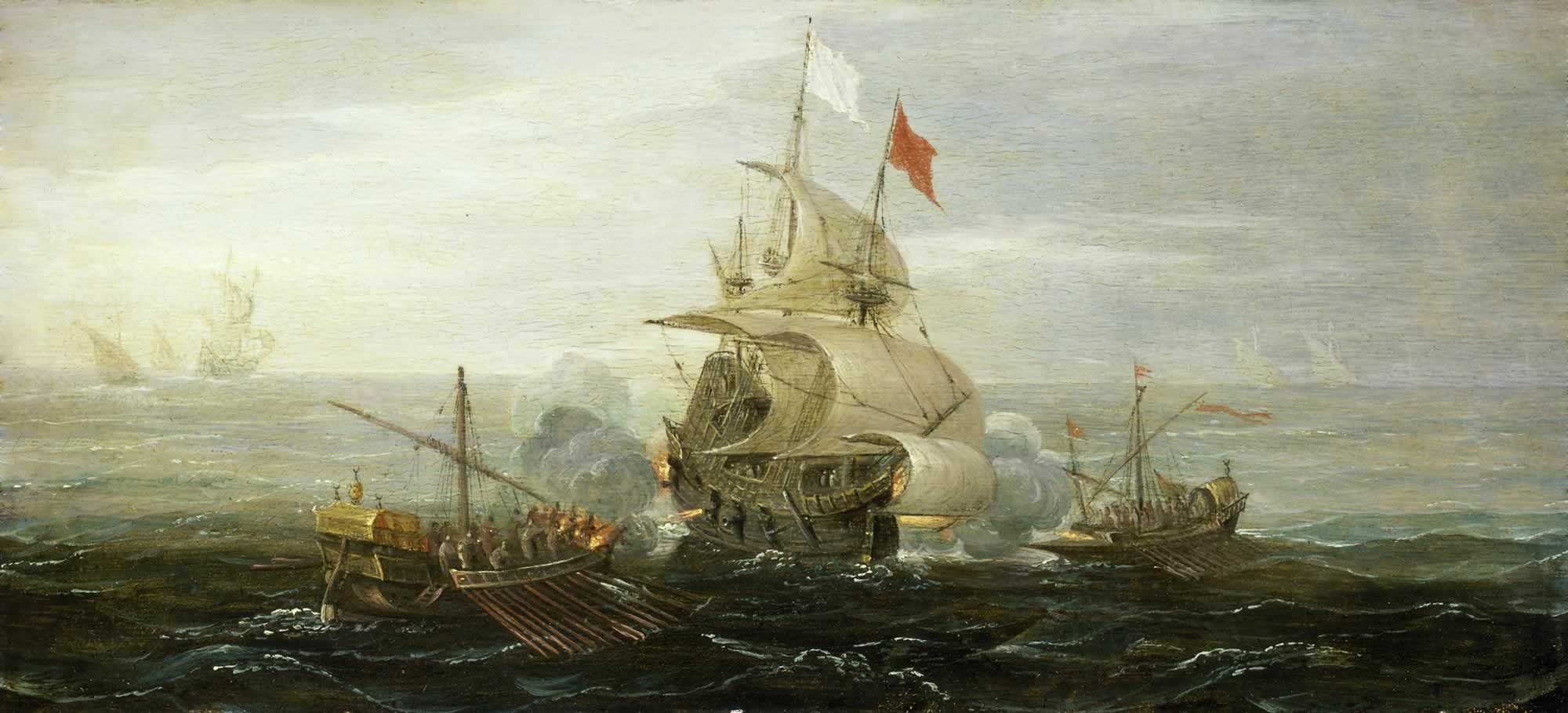
Galeón francés contra galeras berberiscas. Aert Anthoniszoon,.

El ataque se reanudó de manera idéntica a la mañana siguiente cuando, después de un consejo de guerra nocturno, el bey de Rodas se lanzó a la ofensiva en dos secciones que de manera separada intentaron apresar al Concepción y al Almiranta. Lograron acercarse lo bastante como para quedar al alcance de los mosquetes españoles, pero el intenso cañoneo de los bajeles cristianos continuó impidiéndoles el abordaje como la vez anterior. Aunque tuvieron éxito a la hora de aferrarse con arpones a la Carretina, la San Juan se interpuso batiéndolas con su propia artillería, y otra división de galeras que intentó auxiliarlas fue repelida por la Concepción desde el otro lado. Finalmente, las naves otomanas se vieron abocadas a retirarse por la noche con otras 10 galeras escoradas.
Comparándose con la jornada anterior, los turcos habían conseguido infligir daños más significativos, llevándose el bote de remos de la Concepción y obligando a los hispanos a trabajar durante la noche para reparar arboladuras rotas, a las que las otomanos habían disparado para tratar de dejar a las naves de vela sin medios para desplazarse. Además, Ribera había sido herido en el rostro, aunque no de gravedad, y en algunos buques comenzaba a escasear la munición de tanto tirar, obligándoles a repartirla entre ellos. En contraste, sin embargo, la flota turca había vuelto ya con miles de muertos y la mitad del total de sus naves dañadas. Aquella noche tuvo lugar un nuevo consejo de guerra en el cual los turcos decidieron volver a intentar un asalto al amanecer.

### Tercer día

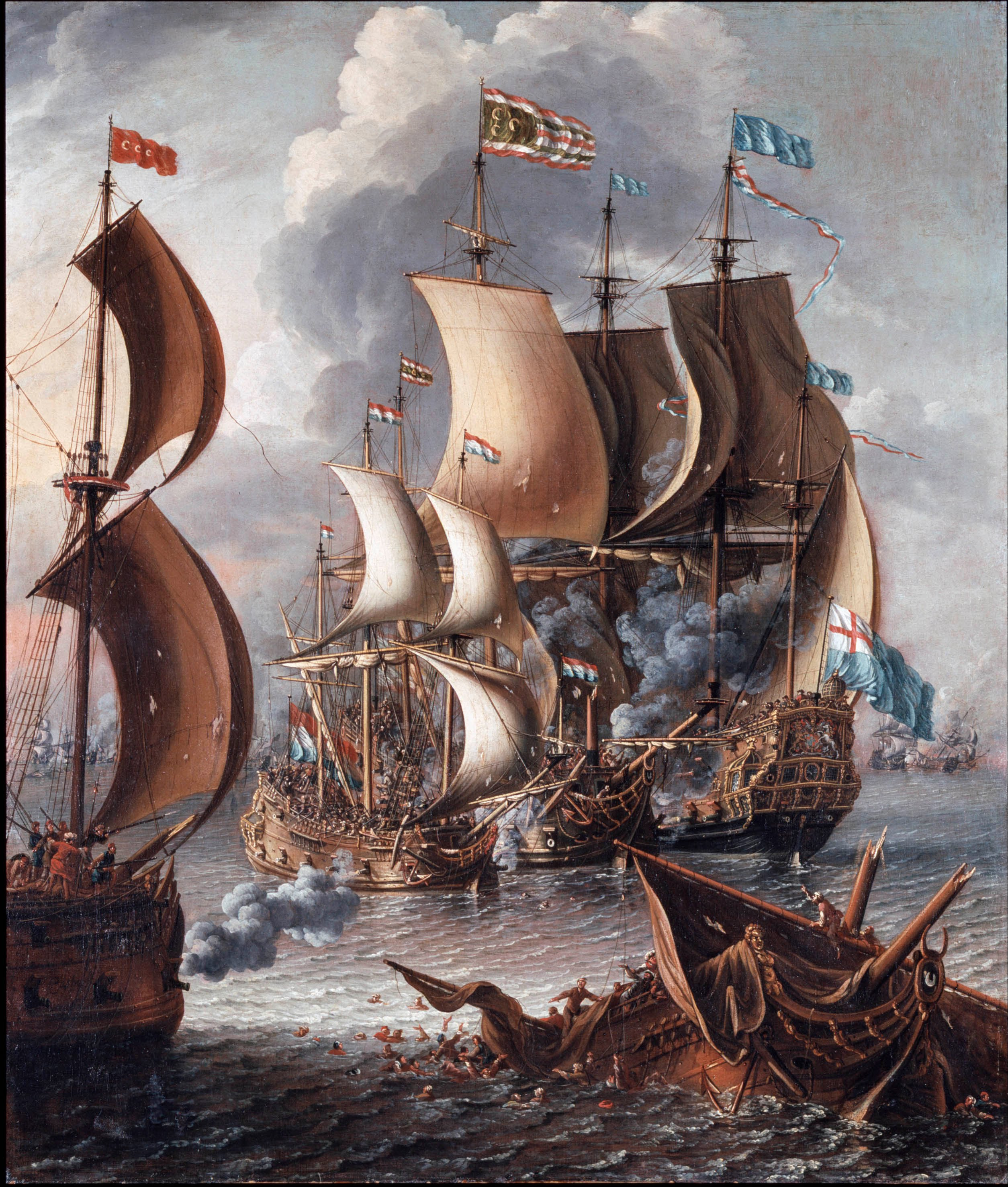
Europeos contra berberiscos. Laureys a Castro,.

Al tercer y último día, después de un discurso con el que incrementaron la moral de sus tripulaciones, los otomanos acometieron con gran determinación y lograron de nuevo arpear la Carretina, pero la altura de la nao impidió que los jenízaros turcos pudieran trepar a ella, dejándolos vulnerables al fuego de metralla de los falconetes, y la Concepción volvió a cañonear a los atacantes desde su posición. Entre tanto, otras galeras consiguieron aproximarse a la nave capitana de Ribera desde el ángulo más favorable para explotar su punto ciego, pero el comandante español, que ya había previsto esa posibilidad, dio al Santiago la orden de trasladarse a la proa de su barco. Esta maniobra expuso de nuevo a las galeras turcas al fuego artillero, que continuó destrozándolas. Al mediodía, cuando a los españoles ya no les quedaba energía ni munición para más de seis horas, los turcos emprendieron finalmente la retirada general.
En total, la flota otomana sufrió enormes pérdidas humanas y materiales, con 1200 jenízaros y 2000 marineros y remeros muertos, y 10 galeras hundidas y otras 23 inutilizadas. Se oyeron también dos cañonazos en la nave capitana de los turcos, que Ribera identificó como la señal de que el bajá de la flota había resultado muerto o gravemente herido. Por su parte, los españoles contaron 34 muertos y 93 heridos, así como grandes daños en los aparejos y pequeñas vías de agua en el Concepción y el Santiago, las cuales tuvieron que ser remolcados por las otras naves hasta la Creta veneciana para emprender reparaciones. Una vez rearmada la flotilla, Ribera puso rumbo a Bríndisi, en Italia, donde llegó con 15 naves capturadas y un gran botín de oro.

## Consecuencias
A raíz de su triunfo, y a petición de Osuna, Ribera fue promovido a almirante por el rey Felipe III, que también lo recompensó concediéndole el hábito de la Orden de Santiago. La fama del capitán llegó a cotas semejantes a las de Álvaro de Bazán, providencialmente desarrollador de galeones, tras la batalla de la isla Terceira. El dramaturgo y poeta español Luis Vélez de Guevara compondría la comedia El asombro de Turquía y valiente toledano en su conmemoración. Los soldados y marinos de Ribera fueron también agasajados por el duque de Osuna, que había llegado a Nápoles en julio, cuando Ribera ya habían partido. A pesar de ello, la corte española, característicamente lenta en aprovechar los triunfos, no le concedió los doce galeones más que Osuna pedía y le reiteró su prohibición sobre el corso, que el virrey continuó ignorando.
La resonancia histórica de la batalla estribaba en que, a diferencia de la mayor parte de encuentros navales entre cristianos y turcos hasta la fecha, este había tenido lugar en pleno corazón marítimo del imperio otomano y sólo había sido necesaria una pequeña escuadra para derrotar a todas las naves que los turcos habían podido fletar. Con el fracaso musulmán a la hora de adaptarse a las nuevas tácticas, el peligro turco naval quedó progresivamente reducido a sus propias acciones de corso contra costas y tráficos mercantes. En la piratería berberisca, sin embargo, sí llegarían a adoptarse las naves mancas con cierta rapidez merced a tripulaciones inglesas y holandesas, suponiendo un mayor peligro para los navíos cristianos. Un ejemplo sería la batalla del golfo de Túnez, en la que los berberiscos comandaban galeones capturados, aunque paradójicamente fueron vencidos por galeras españolas mejor artilladas.
La victoria en Celidonia cimentó la hegemonía española en el Mediterráneo central. Menos de un mes después, Osuna se enteraba de que el renegado calabrés Arzán había salido de Constantinopla con doce galeras, por lo que las rastreó y destruyó con otras diez galeras reunidas en Sicilia al mando de Íñigo Zapata, que abatió al turco en su nave capitana. Octavio de Aragón continuó el golpe disfrazando su flotilla a la turquesca y llevando a cabo un atrevido bombardeo de Constantinopla, la propia capital otomana. A pesar de esta ventaja, la corte de Felipe III continuó sin establecer un poderío duradero sobre el Mediterráneo, cuyo control permanecería ligado a la iniciativa y potencia de Osuna. En diciembre, el duque pondría en la mira a la república de Venecia, aliada habitual de los otomanos, llevando a Ribera y su flota a la batalla naval de Ragusa.